# PGA Tour Golf
PGA Tour Golf est un jeu vidéo de golf développé par BlueSky Software et édité par Electronic Arts. Originellement sorti en 1990 sur DOS, il est porté en 1991 sur Mega Drive et Mac, SNES et Amiga, puis en 1993 sur Master System et Game Gear.

## Accueil
- Video Games : 85 % (Mega Drive)[1]
- Tilt : 15/20 (DOS)[2]